# エミノニュ駅
エミノニュ駅（トルコ語:Eminönü İstasyonu）はトルコ・イスタンブールのファーティフにある、İETT（イスタンブールトラムT1号線・T5号線）の駅。

## 歴史
- 1996年4月20日 - トラムT1号線の駅が開業[1]。
- 2023年8月30日 - トラムT5号線の駅が開業[2]。

## 駅構造
T1号線・T5号線の間は約300mの距離があり、改札外乗り換えとなる。
T1号線はレシャディエ通りの中央分離帯上にある、相対式ホーム2面2線の地上駅。ホーム東端に改札口がある。
T5号線はラグップ・ギュムシュパラ通り沿いにある、頭端式ホーム2面2線の地上駅。ホーム東端に改札口がある。

### のりば
| シルケジ ↑ 1 ⇌ \| ⇌ 2 ↓ カラキョイ     |      |        |                                              |
| 1                                      | 北行 | T1号線 | カバタシュ方面                               |
| 2                                      | 南行 | T1号線 | アクサライ、ゼイティンブルヌ、バグシラー方面 |
| ↓ クチュクパザール ↑ 1 ⇌ \| ⇌ 2 3 ⇌ \| |      |        |                                              |
| 1 - 3                                  | 西行 | T5号線 | アリベイキョイ・ジェプ・オトガリ方面         |

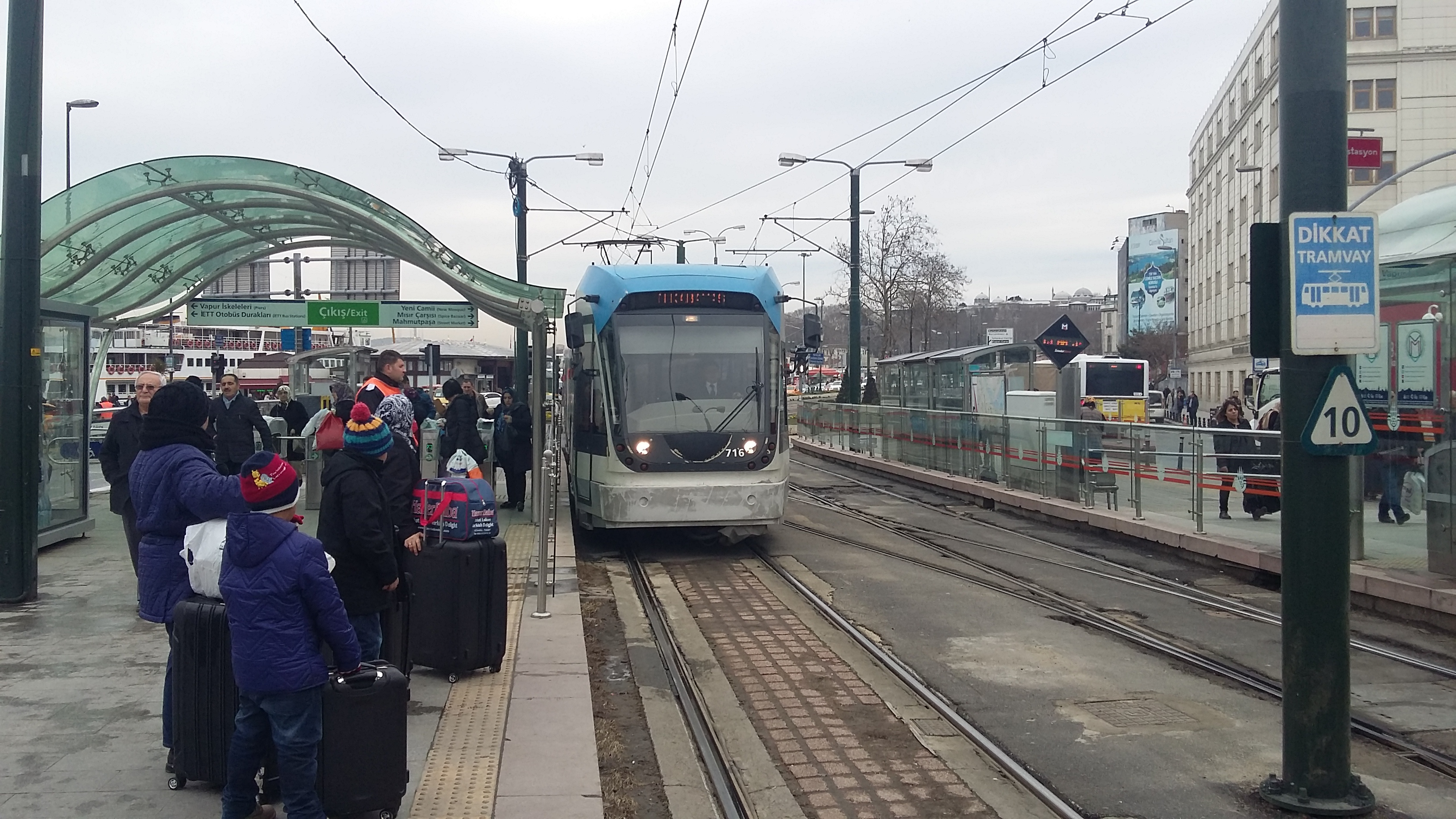
T1号線ホーム
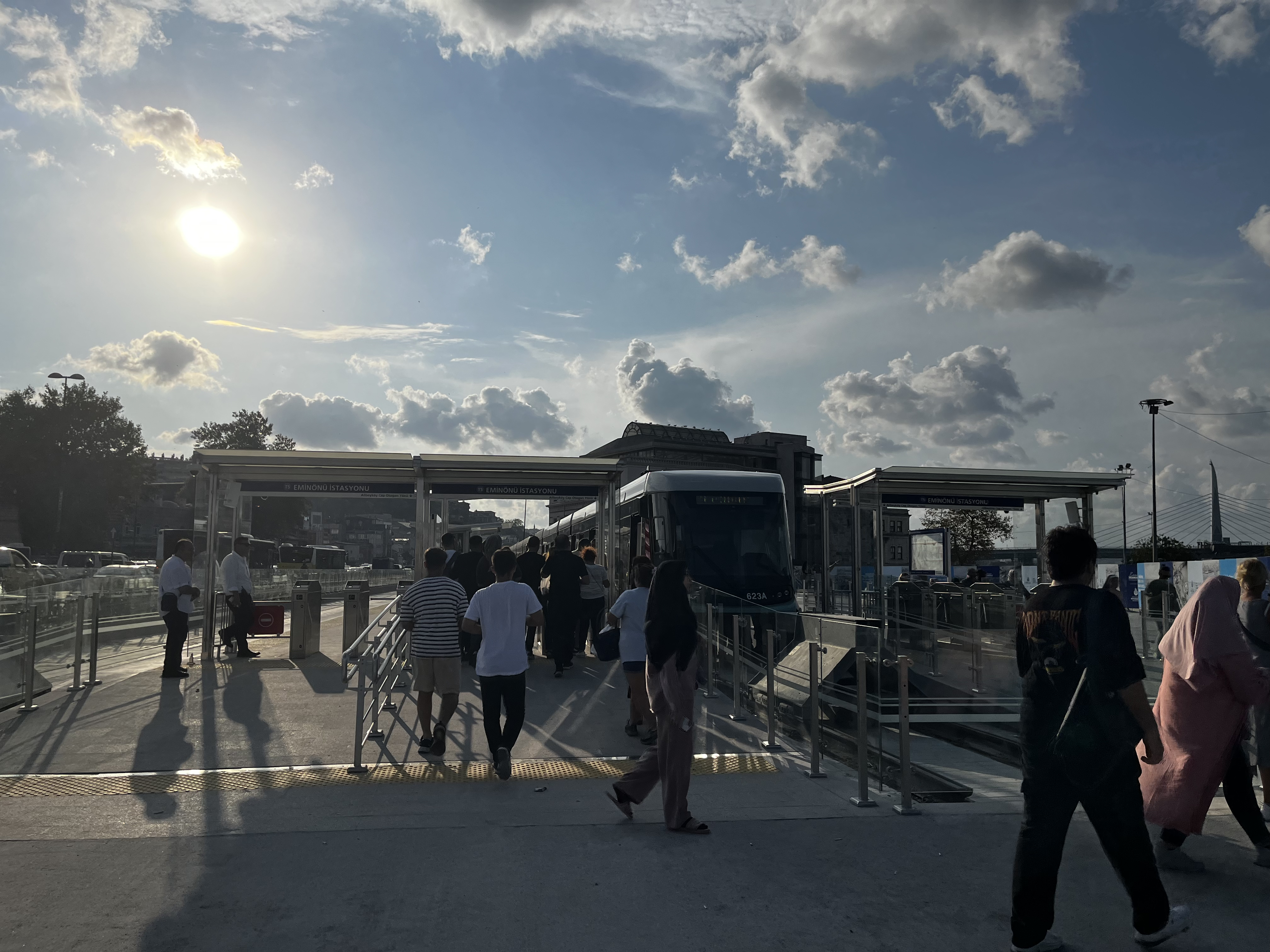
T5号線入口

## 駅周辺
- エミノニュ桟橋（トルコ語版）
- BUDOエミノニュターミナル（トルコ語版）
- ガラタ橋
- 新モスク（トルコ語版、英語版）
- エジプシャン・バザール
- イスタンブール商工会議所（トルコ語版）
- ヒダイェット・モスク（トルコ語版、英語版）
- リュステム・パシャ・モスク
- トルコ・イシュ・バンカス博物館
- アヒ・チェレビ・モスク（トルコ語版）

## 隣の駅
IETT
 T1号線
カラキョイ駅 - エミノニュ駅 - シルケジ駅
 T5号線
エミノニュ駅 - クチュクパザール駅